# Brasilianischer Riesenläufer
Der Brasilianische Riesenläufer (Scolopendra gigantea; im englischen Sprachraum auch Peruvian giant yellow-leg centipede oder Amazonian giant centipede) ist der größte Vertreter der Familie der Hundertfüßer und kann bis zu 26 cm lang werden, möglicherweise sogar 30 cm. Große Beliebtheit hat dieser Hundertfüßer bei Sammlern.

## Merkmale und Taxonomie
Die Art besitzt die typische Körpergestalt der Skolopender, mit 21 beintragenden Segmenten und einem zu Giftklauen (Forcipules) umgewandelten ersten Beinpaar. Der Kopf trägt in Reihen angeordnete Einzelaugen seitlich der Antennenbasen, die an Facettenaugen erinnern. Von anderen Arten der Gattung kann er anhand der Anzahl nur schwach behaarter Glieder der Antennen und an der Anzahl der Beinpaare mit Spornen an den Schenkeln (Femora) unterschieden werden. Bei Scolopendra gigantea sind die ersten sieben bis zehn der siebzehn Antennensegmente schwach behaart, und viele (etwa 15) Beinpaare tragen Sporne an der Oberseite der Spitze (dorsoapikal) der Femora. Daran ist die Art vom ähnlichen Scolopendra galapagoensis unterscheidbar; dieser lebt auch auf dem südamerikanischen Festland und erreicht  vergleichbare Körpergröße. Er besitzt vier bis fünf wenig behaarte Antennenglieder und nur ein Beinpaar (das erste) mit Spornen an den Femora.
Ein Synonym für den Artnamen ist Scolopendra gigas Leach, 1815.

## Verbreitung
Die Art lebt im Norden Südamerikas und auf einigen karibischen Inseln. Nachweise liegen vor aus Kolumbien, Venezuela, auf den Inseln Trinidad, Curaçao, Aruba und der Isla Margarita, ein neuerer Nachweis auch aus Panama markiert die Nordgrenze der Verbreitung. Vereinzelte weitere Nachweise, so aus Mexiko, Honduras, Haiti und von den Jungferninseln gelten als nicht autochthon, sie gehen vermutlich auf kurzzeitig angesiedelte verschleppte oder ausgesetzte Tiere zurück. Eine Angabe weitab dieses Verbreitungsgebiets liegt aus Indien vor, andere Wissenschaftler gehen hier aber von einer Verwechslung aus. Zu beachten ist, dass die Art nicht in Brasilien (und auch weder in Peru noch Chile) vorkommt, der deutsche Sammlername ist also nicht glücklich gewählt.
Carl von Linné beschrieb die Art nach einer Abbildung eines Tiers aus den Hafenanlagen von Kingston, Jamaika, wo die Art, zumindest heute, nicht vorkommt; die Abbildung enthält für eine Artdiagnose zu wenig Merkmale. Es gilt heute als unwahrscheinlich, dass Linné tatsächlich Tiere vorlagen. Um die eingebürgerte Namensgebung zu stabilisieren, wurde ein Sammlungsexemplar aus Venezuela zum Neotypus bestimmt.

## Verhalten
Wie alle Hundertfüßer ist der Brasilianische Riesenläufer nachtaktiv und kann mit seinem Biss Gift applizieren. Das Verhalten ist nicht hinreichend untersucht. Brasilianische Riesenläufer wurden aber bekannt dafür, verschiedenen Fledermäusen nachzustellen.
Das Gift ist kaum charakterisiert.

## Gefahr für Menschen
|  | Die Angaben zur Giftigkeit von Bissen für Personen sind in der Literatur widersprüchlich und reichen von „harmlos“ bis „für Kinder oft tödlich“. Der Umgang mit diesen Tieren erfordert also größte Vorsicht. Bisse sind auf jeden Fall zu vermeiden! |

Biss und Giftwirkung können für Menschen vorübergehend erheblich schmerzhaft sein. Ernste oder tödliche Verläufe sind äußerst selten, dies gilt auch für Neugeborene. Die Bisswunde kann typische Erscheinungen zeigen wie Ödem, Erythema, starken Schmerz, örtliche Lymphangitis, Taubheitsgefühl und Nekrose. Man spricht dann von Scolopendrismus. Von akuten koronaren Ischämien und einem Herzinfarkt eines jungen Mannes wird berichtet.